# 尼奇 (北达科他州)
尼奇（英語：Neche），是美国北达科他州下属的一座城市。根据2010年美国人口普查，该市有人口371人。2011年估计该市有人口366人，相对于2010年，增长率为?1.35%。